# آنگوس کامرون

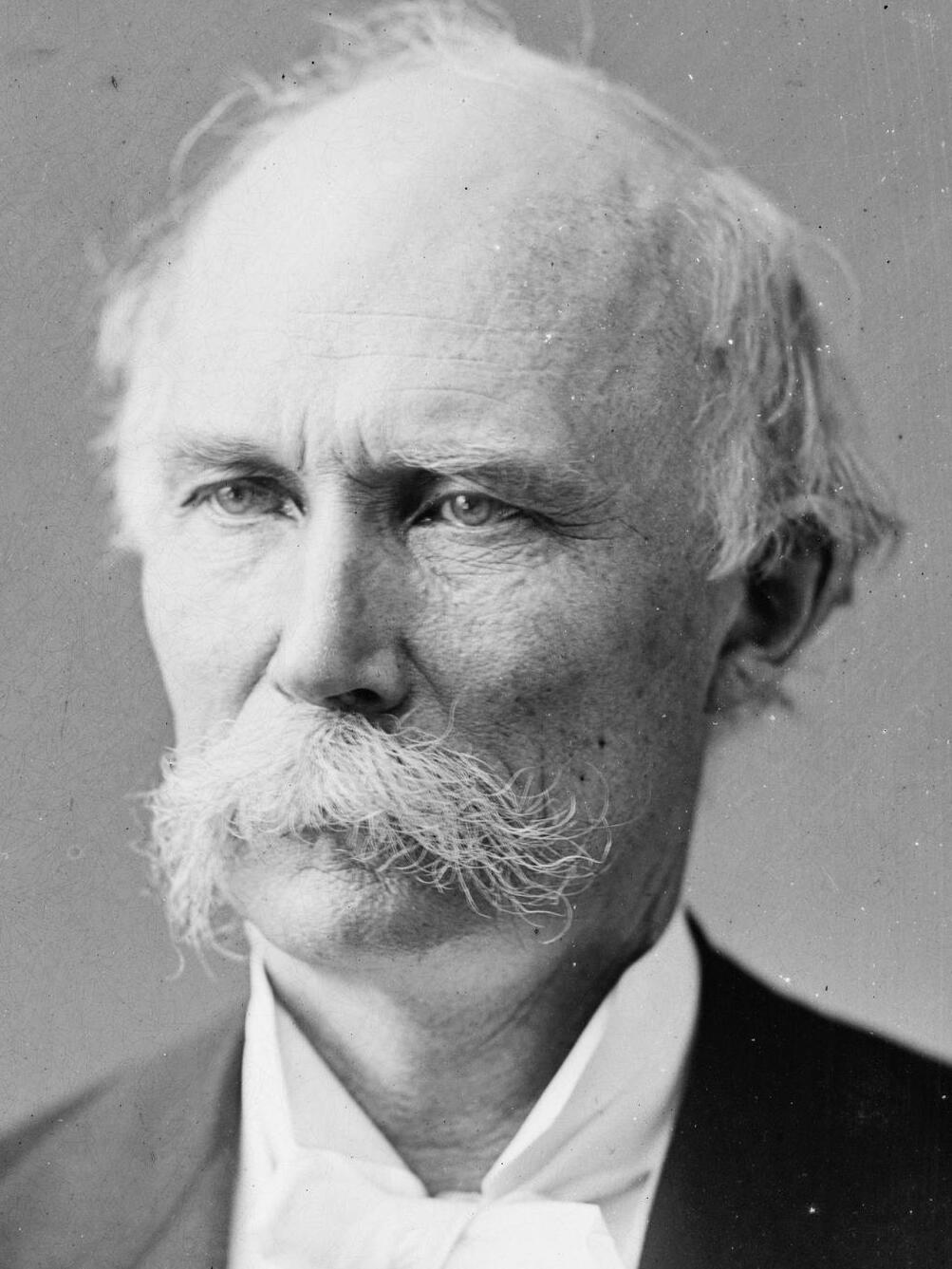
نگاره‌ای از آنگوس کامرون، سناتور اسبق آمریکایی

آنگوس کامرون (به انگلیسی: Angus Cameron) سناتور سابق عضو حزب جمهوری‌خواه ایالات متحده آمریکا بود. وی در سال ۱۸۷۵ تا ۱۸۸۱ و ۱۸۸۱ تا ۱۸۸۵ میلادی سناتور ایالت ویسکانسین در سنای ایالات متحده آمریکا بود.